# Mehran Tamadon
Mehran Tamadon est un réalisateur et architecte iranien né en 1972 à Téhéran, et vivant en France.

## Biographie
Mehran Tamadon arrive en France avec sa famille en 1984. Il suit des études d'architecte à l'École nationale supérieure d'architecture de Paris-La Villette, dont il sort diplômé en 2000. Il renonce par la suite à poursuivre dans cette voie afin de se consacrer au cinéma documentaire.
Son film Iranien, sorti en 2014, obtient la même année le grand prix de la compétition internationale au festival Cinéma du réel.

## Filmographie

### Longs métrages
- 2009 : Bassidji
- 2014 : Iranien
- 2024 : Mon pire ennemi
- 2024 : Là où Dieu n'est pas

### Court métrage
- 2004 : Mères de martyrs